# Girolamo Buonvisi
Girolamo Buonvisi (1607. – 1677.) bio je talijanski biskup i kardinal.
Dodijeljen mu je 16. travnja 1657. kardinalski naslov hrvatske crkve svetog Jeronima u Rimu. Umro je 22. veljače 1677. godine.

### Članci
- Bogdan, Jure. 2005. Hrvatska crkva svetog Jeronima u Rimu i njezini kardinali naslovnici. Crkva u svijetu. Sveučilište u Splitu - Katolički bogoslovni fakultet. Split. 40 (2): 187–205